# Casa-fàbrica Jordà

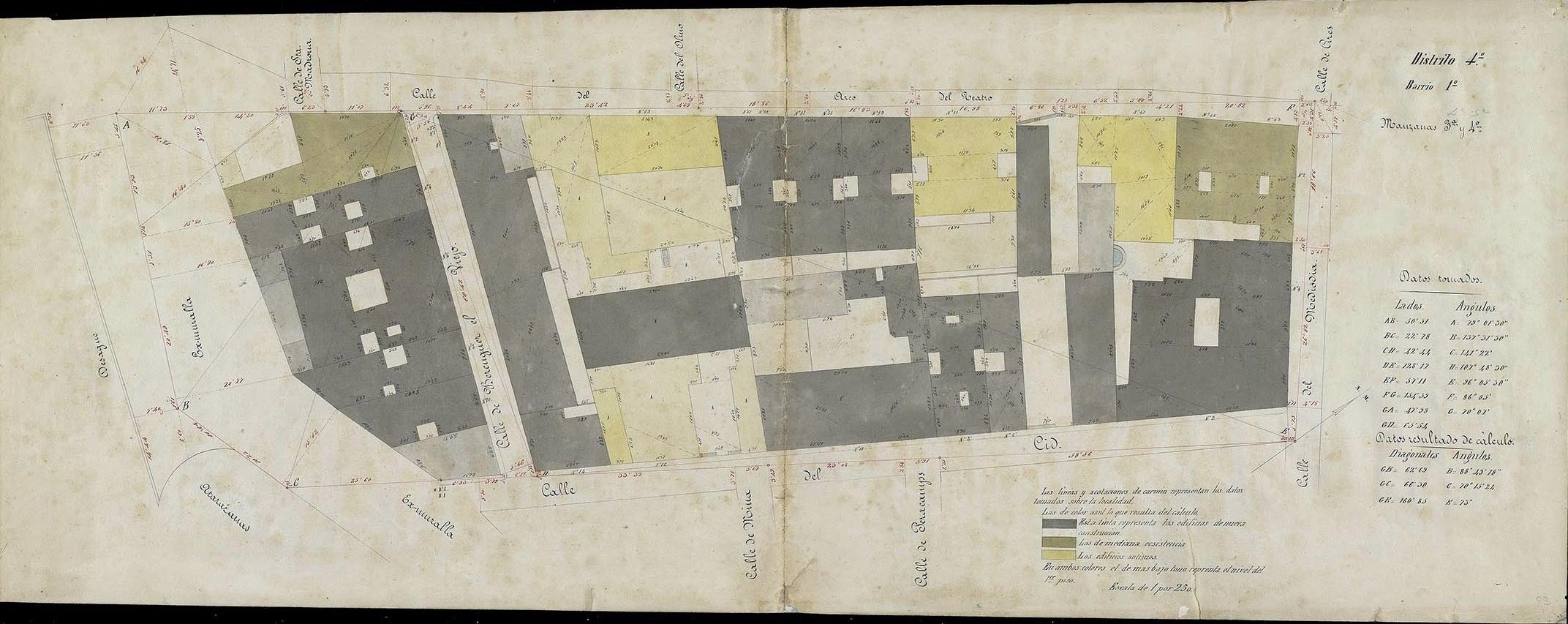
Quarteró núm. 83 de Garriga i Roca (c. 1860)

La casa-fàbrica Jordà era un conjunt d'edificis situats als carrers de l'Arc del Teatre, Migdia i del Cid del Raval de Barcelona, actualment desapareguts.

## Història
El juliol del 1839, Joan Carabent i Bacó va establir en emfiteusi una part del seu hort als nous carrers del Migdia i del Cid al comerciant Antoni Jordà i Santandreu (1795-1864), on aquest faria construir un molí fariner mogut per una màquina de vapor de 12 CV de la casa Hall de Dartford (Anglaterra). L'abril del 1840, Jordà va adquirir en emfiteusi al mateix Carabent la casa núm. 23 (antic) del carrer de Trentaclaus (actualment Arc del Teatre), i el maig va demanar permís per a reedificar-la amb planta baixa, entresol i tres pisos, segons el projecte del mestre d'obres Pere Calçada. El juny del mateix any, va adquirir en emfiteusi a Teresa Ràfuls, vídua del fuster Pau Soley i Boter, i al seu fill Josep Soley i Ràfuls, ferrer, la del núm. 22 (antic), i va demanar permís per a reedificar-la, segons el projecte del mateix autor. Finalment, el mes d'octubre va adquirir al fuster Joan Sistach i Solà la del núm. 24 (antic), i el novembre va demanar permís per a reedificar-la, també segons el projecte de Calçada.
El 27 de novembre del 1846, la fàbrica de filats i teixits de cotó d'Antoni Jordà i Cia fou incendiada per un grup d'obrers antimaquinistes. El 1848, Andreu Mas (casat amb Eulàlia Jordà i Gelabert, neboda d'Antoni) es va associar amb l'enginyer mecànic Michel de Bergue i el fabricant Joan Mas i Esteve sota la raó social Mas, de Bergue i Cia, amb un capital de 25.000 duros. Antoni Jordà els va llogar la casa-fàbrica per 8 anys, a raó de 10.000 duros anuals. El 14 de juliol del 1854, durant el conflicte de les selfactines, la fàbrica va ser assaltada i algunes màquines en foren destruïdes. El 1857, els nous llogaters eren els germans Joan i Josep Mas i Esteve, que formaren la societat Mas Germans, i el 1861, el lloguer es va prorrogar per cinc anys més.
El setembre del 1864 van morir tres membres de la família, incloent l'Antoni Jordà mateix, en circumstàncies que apunten a una intoxicació. El 1867, la vídua Francesca Vilarasau i Riu, hereva dels béns del seu marit, va acordar la venda dels utensilis de la fàbrica als germans Mas. El 1883, els seus marmessors van posar la casa-fàbrica en subhasta, adquirida per la societat Coma, Ciuró i Clavell, que va pagar 100.000 pessetes pels edificis i la màquina de vapor i 25.000 per la maquinària.
El 1893, la societat es va reconstituir com a Coma, Clivillés i Clavell amb l'entrada de la segona generació a la gerència (Joan Coma i Cros, Narcís Clivillés i Clavell i Santiago Clavell i Planas). A la mort dels socis Joan Coma i Xipell (†1896) i Jaume Clavell i Isern (†1895), la casa del carrer de l'Arc del Teatre va passar a mans de llurs vídues Lluïsa Cros i Emília Cazes, respectivament. El 1898, Narcís Clivillés va demanar permís per a reformar la fàbrica dels carrers del Cid i Migdia, enderrocant els pisos superiors i deixant-ne només els baixos, segons el projecte de l'arquitecte Josep Majó i Ribas.
El 1946, l'Ajuntament de Barcelona va expropiar la propietat, i els edificis serien enderrocats a la dècada del 1950 per a la construcció del Centre Quirúrgic d'Urgència Peracamps.